# 12 Hours at the Point
12 Hours at the Point foi uma corrida de resistência para carros esportivos organizada pela Região de Washington da Sports Car Club of America (SCCA). O evento inicial foi realizado em junho de 1999, no Summit Point Motorsports Park, em Summit Point, na Virgínia Ocidental, sendo uma das provas de resistência mais antigas já sancionadas pela SCCA.
Em sua época era notável, principalmente por ser um dos três eventos que compuseram a Tripla Coroa das corridas de resistência amadoras da SCCA, seguido do The Longest Day of Nelson, ainda existente, realizado no Nelson Ledges Road Course, em Ohio, e por fim, o Charge of the Headlight Brigade, uma prova de 13 horas já extinta, disputada no Virginia International Raceway, na Virgínia, podendo este ser substituído pelo Tropical 12 Hour, realizado no Homestead-Miami Speedway, na Flórida.[carece de fontes?]
Com exceção de 2006, a corrida era realizada no final de semana mais próximo de 1º de junho. Em 2009 foi o último ano em que as 12 Hours at the Point foram realizadas.

## Vencedores
| Ano  | Pilotos                  | Carro           | Classe | Voltas | Distância         |
| ---- | ------------------------ | --------------- | ------ | ------ | ----------------- |
| 1999 | Legg/Gaynor/Jeter/Craw   | Datsun 240Z     | ITS    | 450    | 900 mi (1 400 km) |
| 2000 | Moorcones/Rooney/Ball    | Mazda Miata     | ITE    | 439    | 878 mi (1 400 km) |
| 2001 | Ash/Boros/Scweitz/Dobyns | Ferrari 348     | ITE    | 467    | 934 mi (1 500 km) |
| 2002 | Harrison/Coleman/Wisker  | Porsche 993     | ITE    | 469    | 940 mi (1 500 km) |
| 2003 | Harrison/Coleman/Wisker  | Porsche 993     | ITE    | 394    | 788 mi (1 300 km) |
| 2004 | Coch/Ellinger/Ellinger   | Mercedes        | ITE    | 393    | 786 mi (1 300 km) |
| 2005 | Harrison/Coleman/Wisker  | Porsche 993     | ITE    | 472    | 944 mi (1 500 km) |
| 2006 | Armstrong/Wilson         | Mazda RX7       | ITS    | 450    | 900 mi (1 400 km) |
| 2007 | Collins/Peter            |                 | ITE    | 467    | 934 mi (1 500 km) |
| 2008 | Ken Reilly/?             | Spec Racer Ford | SRF    | 360    | 720 mi (1 200 km) |

## Vencedores por distância percorrida
| Ano  | Pilotos                          | Carro       | Classe | Voltas | Distância         |
| ---- | -------------------------------- | ----------- | ------ | ------ | ----------------- |
| 1999 | LaVine Brothers Racing           | VW Scirocco | ITC    | 423    | 846 mi (1 400 km) |
| 2000 | Baracka/Higgins/Coombs           | VW Golf     | ITC    | 424    | 848 mi (1 400 km) |
| 2001 | Traut/Traut, Jr.                 | Mazda Miata | SM     | 437    | 874 mi (1 400 km) |
| 2002 | O'Brien/Espenlave/Baldwin/Foss/? | Mazda Miata | SM     | 445    | 890 mi (1 400 km) |
| 2003 | Legg/Lucas                       | Datsun 240Z | ITS    | 385    | 770 mi (1 200 km) |
| 2004 | Walsh/Williamson                 | Dodge Neon  | SSC    | 377    | 754 mi (1 200 km) |
| 2005 | de Pedro/Zalner/Zalner           | Mazda Miata | SM     | 446    | 892 mi (1 400 km) |
| 2006 | de Pedro/Zalner/Zalner           | Mazda Miata | SM     | 444    | 888 mi (1 400 km) |